# Toppers: De weg naar de ArenA
Toppers: De weg naar de ArenA is een Nederlands televisieprogramma dat uitgezonden werd door Talpa en later door Tien.
In het programma werden de Toppers, toentertijd bestaande uit René Froger, Gerard Joling en Gordon, gevolgd tot het aanloop van hun concerten in de Amsterdam ArenA waar zij enkele avonden optredens geven. Het eerste seizoen bestond uit zes afleveringen en het tweede seizoen uit vier afleveringen.

## Format
De Toppers startte in 2005 en wisten twee avonden in de Amsterdam ArenA uit te verkopen. In 2006 maakte ze bekend dat ze dat jaar wederom terug zouden keren. Op dat moment werden ze door de camera's op de voet gevolgd naar hun aanloop naar de hun concerten die dat jaar verschenen als Toppers in Concert 2006 - Grootste Vrienden Tempel. In het programma zagen de kijkers onder andere hoe de Toppers naar het concert toe leven, ze bezig gaan met de diverse repetities en krijgen ze een kijkje achter de schermen te zien wat er allemaal voor het concert geregeld wordt en hoe ze te werk gaan met het uitwerken van de thema van de concerten.
Halverwege 2007 werd bekendgemaakt dat de Toppers in 2007 terug zouden keren voor een nieuw aantal concert reeksen ditmaal onder de naam Toppers in Concert 2007 - Disco & Future. Hierdoor werd besloten het programma een tweede seizoen te geven en de Toppers wederom te volgen ditmaal naar aanloop van deze nieuwe concertreeks. Dit was tevens het laatste seizoen.